# Azerbajdzjan i olympiska sommarspelen 2016
Azerbajdzjan deltog med 56 deltagare vid de olympiska sommarspelen 2016 i Rio de Janeiro. Totalt vann de en guldmedalj, sju silvermedaljer och tio bronsmedaljer.

## Medaljer
| Medalj | Namn                 | Sport      | Gren                                   |
| ------ | -------------------- | ---------- | -------------------------------------- |
| Guld   | Radik Isajev         | Taekwondo  | Herrarnas +80 kg                       |
| Silver | Rustam Orujov        | Judo       | Herrarnas 73 kg                        |
| Silver | Elmar Gasimov        | Judo       | Herrarnas 100 kg                       |
| Silver | Marija Stadnik       | Brottning  | Damernas fristil 48 kg                 |
| Silver | Valentin Demyanenko  | Kanotsport | Herrarnas C-1 200 m                    |
| Silver | Toghrul Asgarov      | Brottning  | Herrarnas fristil 65 kg                |
| Silver | Lorenzo Sotomayor    | Boxning    | Herrarnas 64 kg                        |
| Silver | Xetaq Qazyumov       | Brottning  | Herrarnas fristil 97 kg                |
| Brons  | Sabah Shariati       | Brottning  | Herrarnas grekisk-romersk stil, 130 kg |
| Brons  | Inna Osypenko        | Kanotsport | Damernas K-1 200 m                     |
| Brons  | Rasul Chunayev       | Brottning  | Herrarnas grekisk-romersk stil, 66 kg  |
| Brons  | Patimat Abakarova    | Taekwondo  | Damernas 49 kg                         |
| Brons  | Kamran Sjachsuvarlij | Boxning    | Herrarnas 75 kg                        |
| Brons  | Natalija Sinisjin    | Brottning  | Damernas fristil 53 kg                 |
| Brons  | Haji Alijev          | Brottning  | Herrarnas fristil 57 kg                |
| Brons  | Jabrajil Hasanov     | Brottning  | Herrarnas fristil 74 kg                |
| Brons  | Milad Beigi          | Taekwondo  | Herrarnas 80 kg                        |
| Brons  | Sjarif Sjarifov      | Brottning  | Herrarnas fristil 86 kg                |

## Boxning
Herrar
| Boxare            | Gren          | Omgång 1              | Omgång 2               | Kvartsfinal          | Semifinal            | Final                | Final            |
| Boxare            | Gren          | Motståndare Resultat  | Motståndare Resultat   | Motståndare Resultat | Motståndare Resultat | Motståndare Resultat | Placering        |
| ----------------- | ------------- | --------------------- | ---------------------- | -------------------- | -------------------- | -------------------- | ---------------- |
| Rufat Huseynov    | Lätt flugvikt | Hamunyela (NAM) L 0–3 | Gick inte vidare       | Gick inte vidare     | Gick inte vidare     | Gick inte vidare     | Gick inte vidare |
| Elvin Mamidshzada | Flugvikt      | Bye                   | Sattibayev (KAZ) W 3-0 | Zoirov (UZB) L 0-3   | Gick inte vidare     | Gick inte vidare     | Gick inte vidare |
| Javid Chalabiyev  | Bantamvikt    | Yeraliev (KAZ) L 1-2  | Gick inte vidare       | Gick inte vidare     | Gick inte vidare     | Gick inte vidare     | Gick inte vidare |